# Liste der Botschafter der Vereinigten Staaten in Mosambik

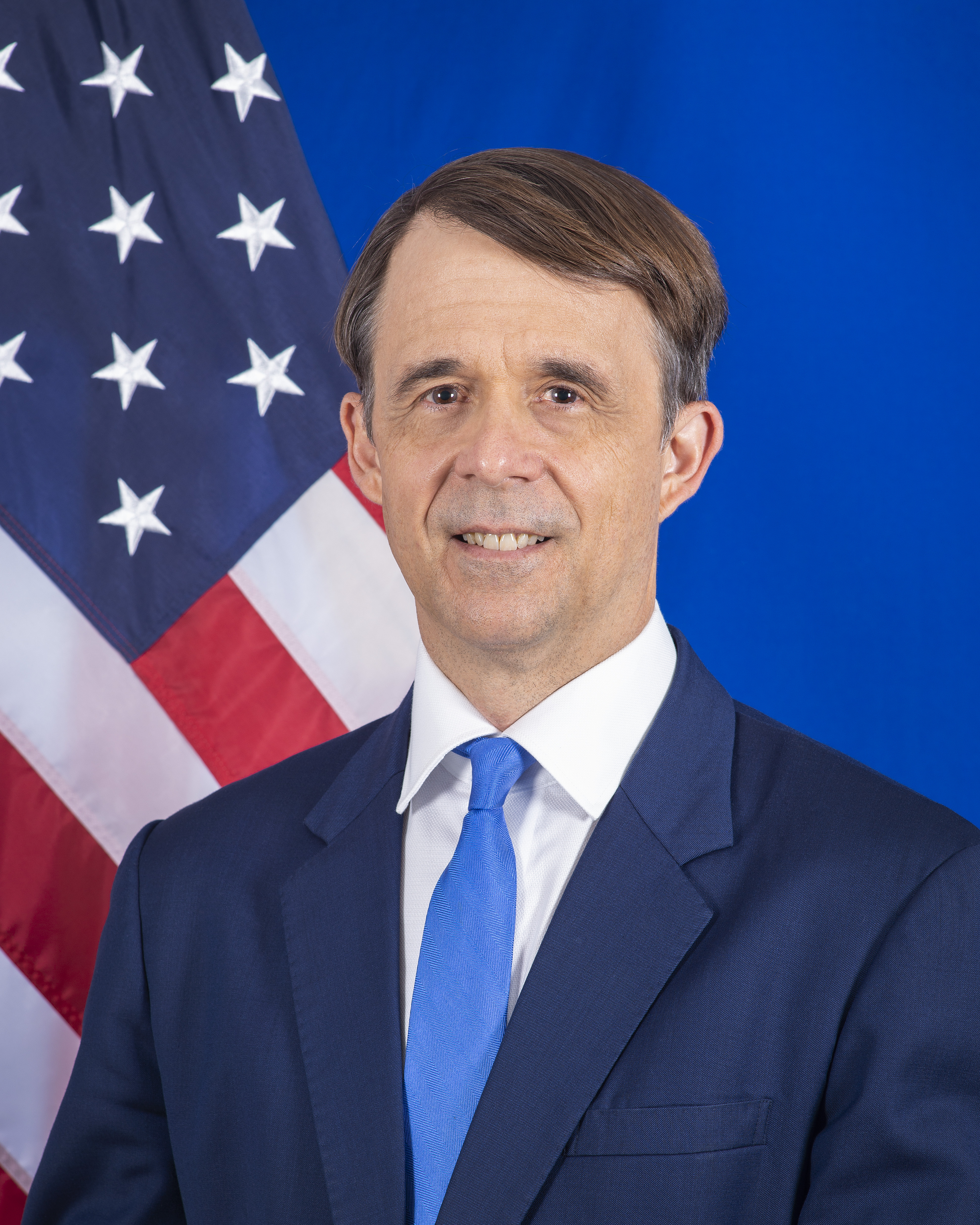
Peter Hendrick Vrooman, derzeitiger Botschafter

Der Botschafter der Vereinigten Staaten von Amerika in Mosambik ist der bevollmächtigte Botschafter der Vereinigten Staaten von Amerika in Mosambik.

## Botschafter
| Amtszeit  | Name                     | Bemerkungen                  |
| --------- | ------------------------ | ---------------------------- |
| 1975–     | Johnnie Carson           | Chargé d’Affaires ad interim |
| 1976–1980 | Willard Ames De Pree     |                              |
| 1980–1983 | William H. Twaddell      | Chargé d’Affaires ad interim |
| 1983–1987 | Peter John De Vos        |                              |
| 1987–1990 | Melissa Foelsch Wells    |                              |
| 1990–1993 | Townsend B. Friedman Jr. |                              |
| 1993–1996 | Dennis Coleman Jett      |                              |
| 1996–1997 | Peter Michael McKinley   | Chargé d’Affaires ad interim |
| 1997–2000 | Brian Dean Curran        |                              |
| 2000–2003 | Sharon P. Wilkinson      |                              |
| 2003–2006 | Helen R. Meagher La Lime |                              |
| 2006–2007 | James Dudley             | Chargé d’Affaires ad interim |
| 2007–2010 | Todd C. Chapman          | Chargé d’Affaires ad interim |
| 2010–2012 | Leslie Ventura Rowe      |                              |
| 2012–2015 | Douglas M. Griffiths     |                              |
| 2016–2018 | H. Dean Pittman          |                              |
| 2019–2022 | Dennis Walter Hearne     |                              |
| 2022–     | Peter Hendrick Vrooman   |                              |